# مكانك معي
مكانك معي أو يو بيلونغ ويذ مي (بالإنجليزية: You Belong with Me)‏ هي أغنية للفنانة الأمريكية تايلور سويفت. أطلقت الأغنية في 21 أبريل، 2009، وكانت ثالث أغنية منفردة تطرح من ألبومها جريئة.
استوحت سويفت الأغنية بعد سماعها لأحد أصدقائها يتشاجر مع حبيبته على الهاتف، وطورت بعدها أحداث القصة بنفسها.
كان نقد مكانك معي من جيد إلى متوسط، وترشحت الأغنية لثلاثة جوائز غرامي.

## الفيديو كليب
يبدأ الكليب مع الممثل لوكاس تيل وهو يتشاجر مع صديقته على الهاتف في غرفة نومه المطلة على غرفة نوم تايلور الشقراء والخجولة ومحبة الدراسة، حيث تشاهده ويبدآن بالتواصل عبر الكتابة على دفتر ما يريدان قوله. يغلق تيل الستارة وبعدها ترفع تايلور الدفتر مكتوب عليه أحبك. مع اقتراب اللازمة، تبدأ تايلور بالرقص والغناء أمام مرآة بينما تتغير ملابسها مرات كثيرة. في المشهد الذي يليه، تجلس تايلور على مقعد خشبي في الطريق وهي تقرأ كتاباً. يأتي تيل ويتحادث الاثنان. تأتي بعدها حبيبة تيل في سيارة حمراء سقفها قابل للطي، وتلعب دور حبيبته أيضاً سويفت حيث تكون مغرورة كبيرة ولون شعرها بني. يركب تيل في السيارة وتقبله حبيبته وهي تنظر نظرة شرسة إلى تايلور الشقراء. بعدها تقوم تايلور السمراء بأداء حركات تشجيع في مباراة حبيبها لكرة القدم الأمريكية، بينما تكون تايلور الشقراء المرتدية لملابس الفرقة الموسيقية جالسة على المقاعد. بعد إحراز هدف يقترب تيل من حبيبته ليشاهدها تغازل عضواً آخراً في الفريق، بينما تحدق تايلور الشقراء بدهشة إلى الوضع. عودة إلى غرف النوم، يسأل تيل تايلور الشقراء إذا كانت ستذهب غلى حفل التخرج فأجابته بأنها لن تذهب لأنها ستدرس. لاحقاً تذهب تايلور الشقراء إلى الحفل مرتدية ثوباً أبيض اللون وهي تبدو فائقة الجمال، حيث ينظر إليها الحشد بدهشة. يلمح تيل تايلور الشقراء ويذهب نحوها حيث تحاول تايلور السمراء منعه ولكنه يتجاهلها. في نهاية الكليب يظهر تيل وتايلور الشقراء رسالتين مكتوب على كل منهما أحبك ويتبادلان القبل بعدها.

## الوصلات الخارجية
- فيديو كليب "مكانك معي"